# Gozdy (województwo łódzkie)
Gozdy – wieś w Polsce położona w województwie łódzkim, w powiecie sieradzkim, w gminie Brzeźnio.
| SIMC    | Nazwa     | Rodzaj    |
| ------- | --------- | --------- |
| 0699862 | Borowiska | część wsi |
| 0699856 | Legionowo | część wsi |

W latach 1975–1998 miejscowość administracyjnie należała do województwa sieradzkiego.
Sąsiednie miejscowości: wsie Rybnik, Ostrów, Brzeźnio, Stanisławów, Nowa Wieś i Potok oraz miasto Złoczew.